# Copa Libertadores da América de Futebol Feminino de 2018
A Copa Libertadores de Futebol Feminino de 2018, oficialmente CONMEBOL Libertadores Femenina 2018, foi a décima edição da competição organizada pela Confederação Sul-Americana de Futebol (CONMEBOL). A decisão da sede aconteceu em 11 de junho e os jogos aconteceram em Manaus, Brasil.
A Copa Libertadores Feminina 2018 estava agendada para os dias 04 a 18 de novembro, mas devido a conflito de datas com a repescagem internacional da Copa do Mundo de Futebol Feminino de 2019 foi adiada duas semanas. Então a competição foi realizada entre os dias 18 de novembro e 2 de dezembro.

## Equipes classificadas
O formato da competição foi mantido em relação aos anos anteriores, sendo disputada por doze equipes: o detentor do título, o clube campeão de cada uma das dez associações da CONMEBOL, e uma equipe adicional do país sede.
| Associação | Equipe         | Classificado por                                      |
| ---------- | -------------- | ----------------------------------------------------- |
| CONMEBOL   | Audax          | Campeão da Libertadores Feminina de 2017              |
| CONMEBOL   | Iranduba       | Representante do país-anfitrião                       |
| Argentina  | UAI Urquiza    | Campeão do Campeonato Argentino de 2017-18            |
| Bolívia    | Deportivo ITA  | Campeão Boliviano de 2018                             |
| Brasil     | Santos         | Campeão do Campeonato Brasileiro de 2017              |
| Chile      | Colo-Colo      | Campeão do Campeonato Chileno de 2017                 |
| Colômbia   | Atlético Huila | Campeão do Campeonato Colombiano de 2018              |
| Equador    | Unión Española | Campeão do Campeonato Equatoriano de 2017-18          |
| Paraguai   | Cerro Porteño  | Campeão do Campeonato Paraguaio de 2017               |
| Peru       | Sport Girls    | Campeão do Campeonato Peruano de 2017                 |
| Uruguai    | Peñarol        | Campeão do Campeonato Uruguaio de 2017                |
| Venezuela  | Flor de Patria | Campeão do Apertura do Campeonato Venezuelano de 2018 |

## Sedes
Estas foram as sedes do torneio:
| Manaus             | Manaus                   |
| ------------------ | ------------------------ |
|                    | Estádio Roberto Simonsen |
| Capacidade: 44 300 | Capacidade: 5 000        |

## Sorteio
Os times foram divididos em quatro potes com três times cada, sendo que os times do mesmo pote não poderiam cair no mesmo grupo. No primeiro pote foi colocada a equipe campeã do último torneio, as outras equipes brasileiras no pote 2 e 4, já as outras equipes foram postas de acordo com a posição da sua federação no torneio anterior. Equipes do mesmo país não podem cair no mesmo grupo.
| Pote 1                      | Pote 2                              | Pote 3                                    | Pote 4                         |
| --------------------------- | ----------------------------------- | ----------------------------------------- | ------------------------------ |
| Audax Colo-Colo UAI Urquiza | Santos Cerro Porteño Unión Española | Atlético Huila Flor de Patria Sport Girls | Iranduba Peñarol Deportivo ITA |

## Primeira fase
Os vencedores de cada grupo mais o melhor segundo colocado avançaram para as semifinais da competição.
| Legenda | Legenda                    |
| ------- | -------------------------- |
|         | Classificados à fase final |
|         | Melhor segundo colocado    |
|         | Eliminados                 |

### Grupo A
| Pos. | Equipe         | Pts | J | V | E | D | GP | GC | SG |
| ---- | -------------- | --- | - | - | - | - | -- | -- | -- |
| 1    | Atlético Huila | 6   | 3 | 2 | 0 | 1 | 6  | 2  | +4 |
| 2    | Audax          | 6   | 3 | 2 | 0 | 1 | 5  | 1  | +4 |
| 3    | Unión Española | 3   | 3 | 1 | 0 | 2 | 2  | 5  | -3 |
| 4    | Peñarol        | 3   | 3 | 1 | 0 | 2 | 2  | 7  | -5 |

#### Confrontos
| Data   | Time 1         | Jogo | Time 2         |
| ------ | -------------- | ---- | -------------- |
| 19 nov | Audax          | 0–1  | Unión Española |
| 19 nov | Atlético Huila | 3–0  | Peñarol        |
| 22 nov | Audax          | 1–0  | Atlético Huila |
| 22 nov | Unión Española | 0–2  | Peñarol        |
| 25 nov | Peñarol        | 0–4  | Audax          |
| 25 nov | Unión Española | 1–3  | Atlético Huila |

### Grupo B
| Pos. | Equipe        | Pts | J | V | E | D | GP | GC | SG  |
| ---- | ------------- | --- | - | - | - | - | -- | -- | --- |
| 1    | Santos        | 9   | 3 | 3 | 0 | 0 | 13 | 1  | +12 |
| 2    | Colo-Colo     | 6   | 3 | 2 | 0 | 1 | 10 | 6  | +4  |
| 3    | Sport Girls   | 3   | 3 | 1 | 0 | 2 | 3  | 10 | –7  |
| 4    | Deportivo ITA | 0   | 3 | 0 | 0 | 3 | 4  | 13 | –9  |

#### Confrontos
| Data   | Time 1        | Jogo | Time 2        |
| ------ | ------------- | ---- | ------------- |
| 20 nov | Colo-Colo     | 1–4  | Santos        |
| 20 nov | Sport Girls   | 3–2  | Deportivo ITA |
| 23 nov | Colo-Colo     | 5–0  | Sport Girls   |
| 23 nov | Santos        | 6–0  | Deportivo ITA |
| 26 nov | Deportivo ITA | 2–4  | Colo-Colo     |
| 26 nov | Santos        | 3–0  | Sport Girls   |

### Grupo C
| Pos. | Equipe         | Pts | J | V | E | D | GP | GC | SG |
| ---- | -------------- | --- | - | - | - | - | -- | -- | -- |
| 1    | Iranduba       | 5   | 3 | 1 | 2 | 0 | 5  | 4  | +1 |
| 2    | UAI Urquiza    | 5   | 3 | 1 | 2 | 0 | 3  | 2  | +1 |
| 3    | Flor de Patria | 3   | 3 | 1 | 0 | 2 | 4  | 3  | +1 |
| 4    | Cerro Porteño  | 2   | 3 | 0 | 2 | 1 | 3  | 6  | –3 |

#### Confrontos
| Data   | Time 1         | Jogo | Time 2         |
| ------ | -------------- | ---- | -------------- |
| 18 nov | UAI Urquiza    | 1–1  | Cerro Porteño  |
| 18 nov | Flor de Patria | 1–2  | Iranduba       |
| 21 nov | UAI Urquiza    | 1–0  | Flor de Patria |
| 21 nov | Cerro Porteño  | 2–2  | Iranduba       |
| 24 nov | Iranduba       | 1–1  | UAI Urquiza    |
| 24 nov | Cerro Porteño  | 0–3  | Flor de Patria |

### Melhor segundo colocado
A equipe com melhor índice técnico entre as equipes segundo colocadas de todos os grupos avançou para as semifinais.
| Equipe      | Pts | J | V | E | D | GP | GC | SG | Grupo |
| ----------- | --- | - | - | - | - | -- | -- | -- | ----- |
| Colo-Colo   | 6   | 3 | 2 | 0 | 1 | 10 | 6  | +4 | B     |
| Audax       | 6   | 3 | 2 | 0 | 1 | 5  | 1  | +4 | A     |
| UAI Urquiza | 5   | 3 | 1 | 2 | 0 | 3  | 2  | +1 | C     |

## Fase final
A fase final teve a seguinte composição:
|  | Semifinais             | Semifinais             |       |                       | Final                 | Final |  |
|  |                        |                        |       |                       |                       |       |  |
|  | 29 de novembro - 18:00 |                        |       |                       |                       |       |  |
|  | Atlético Huila (pen)   | 1 (3)                  |       |                       |                       |       |  |
|  | Iranduba               | 1 (1)                  |       |                       |                       |       |  |
|  |                        |                        |       |                       |                       |       |  |
|  |                        |                        |       |                       | 2 de dezembro - 20:30 |       |  |
|  |                        |                        |       |                       | Atlético Huila (pen)  | 1 (5) |  |
|  |                        | Santos                 | 1 (3) |                       |                       |       |  |
|  |                        |                        |       |                       |                       |       |  |
|  |                        |                        |       |                       |                       |       |  |
|  |                        |                        |       |                       | Terceiro lugar        |       |  |
|  | 29 de novembro - 20:30 | 29 de novembro - 20:30 |       | 2 de dezembro - 18:00 | 2 de dezembro - 18:00 |       |  |
|  | Santos                 | 3                      |       | Iranduba (pen)        | 1 (2)                 |       |  |
|  | Colo-Colo              | 0                      |       |                       | Colo-Colo             | 1 (0) |  |

### Semifinais
| 29 de novembro | Iranduba   | 1 – 1     | Atlético Huila | Arena da Amazônia, Manaus                  |
| 18:00          | Mayara 26' | Relatório | Martelli 82'   | Público: 6 270 Árbitro: ARG Estela Álvarez |

|                                      |       | Penalidades                |  |
| Andressinha Camilinha Monalisa Kélen | 1 – 3 | Rodallega Stabile Vallejos |  |

| Iranduba | Atlético Huila |

| 29 de novembro | Santos                       | 3 – 0     | Colo-Colo | Arena da Amazônia, Manaus                     |
| 20:30          | Chú 65', 67' · Sandrinha 85' | Relatório |           | Público: 6 270 Árbitro: PER Elizabeth Tintaya |

| Santos | Colo-Colo |

### Terceiro Lugar
| 2 de dezembro | Iranduba  | 1 – 1 | Colo-Colo  | Arena da Amazônia, Manaus |
| 18:00         | Djeni 43' |       | Rangel 61' |                           |

|                        |       | Penalidades                   |  |
| Camilinha Cris Ludmila | 2 – 0 | Rangel Jimenez Quezada Torres |  |

| Iranduba | Colo-Colo |

### Final
| 2 de dezembro | Atlético Huila | 1 – 1 | Santos   | Arena da Amazônia, Manaus |
| 20:30         | Santos 47'     |       | Brena 2' |                           |

|                                          |       | Penalidades                     |  |
| Rodallega Stabile Vallejos Cometti Ricón | 5 – 3 | Maurine Camila Juliete Angelina |  |

## Premiação
| Copa Libertadores da América Feminina de 2018 |
| Colômbia                                      |
| --------------------------------------------- |
| Atlético Huila Campeão (1º título)            |

## Estatísticas

### Artilharia
| Jogador             | Equipe         | Gols |
| ------------------- | -------------- | ---- |
| Brena               | Santos         | 4    |
| Karla Torres        | Colo-Colo      | 3    |
| Alanna              | Santos         | 3    |
| Eliana Stabile      | Atlético Huila | 2    |
| Nubiluz Rangel      | Colo-Colo      | 2    |
| Yessenia Huenteo    | Colo-Colo      | 2    |
| Jyoeldry Parra      | Deportivo ITA  | 2    |
| Maitte Zamorano     | Deportivo ITA  | 2    |
| Joemar Guarecuco    | Flor de Patria | 2    |
| Andressinha         | Iranduba       | 2    |
| Raquel              | Iranduba       | 2    |
| Chú                 | Santos         | 2    |
| Maria               | Santos         | 2    |
| Sandrinha           | Santos         | 2    |
| Mariana Larroquette | UAI Urquiza    | 2    |

## Classificação geral
Oficialmente a CONMEBOL não reconhece uma classificação geral de participantes na Copa Libertadores. A tabela a seguir classifica as equipes de acordo com a fase alcançada e considerando os critérios de desempate.
| Classificação final         | Classificação final | Classificação final | Classificação final | Classificação final | Classificação final | Classificação final | Classificação final | Classificação final | Classificação final | Classificação final | Classificação final |
| Pos.                        | Times               | P                   | J                   | V                   | E                   | D                   | GP                  | GC                  | SG                  |                     |                     |
| --------------------------- | ------------------- | ------------------- | ------------------- | ------------------- | ------------------- | ------------------- | ------------------- | ------------------- | ------------------- | ------------------- | ------------------- |
| Campeão                     |                     |                     |                     |                     |                     |                     |                     |                     |                     |                     |                     |
| 1                           | Atlético Huila      | 8                   | 5                   | 2                   | 2                   | 1                   | 8                   | 4                   | +4                  |                     |                     |
| Vice-campeão                |                     |                     |                     |                     |                     |                     |                     |                     |                     |                     |                     |
| 2                           | Santos              | 13                  | 5                   | 4                   | 1                   | 0                   | 17                  | 2                   | +15                 |                     |                     |
| Eliminados nas semifinais   |                     |                     |                     |                     |                     |                     |                     |                     |                     |                     |                     |
| 3                           | Iranduba            | 7                   | 5                   | 1                   | 4                   | 0                   | 7                   | 6                   | +1                  |                     |                     |
| 4                           | Colo-Colo           | 7                   | 5                   | 2                   | 1                   | 2                   | 11                  | 10                  | +1                  |                     |                     |
| Eliminados na primeira fase |                     |                     |                     |                     |                     |                     |                     |                     |                     |                     |                     |
| 5                           | Audax               | 6                   | 3                   | 2                   | 0                   | 1                   | 5                   | 1                   | +4                  |                     |                     |
| 6                           | UAI Urquiza         | 5                   | 3                   | 1                   | 2                   | 0                   | 3                   | 2                   | +1                  |                     |                     |
| 7                           | Flor de Patria      | 3                   | 3                   | 1                   | 0                   | 2                   | 4                   | 3                   | +1                  |                     |                     |
| 8                           | Unión Española      | 3                   | 3                   | 1                   | 0                   | 2                   | 2                   | 5                   | –3                  |                     |                     |
| 9                           | Peñarol             | 3                   | 3                   | 1                   | 0                   | 2                   | 2                   | 7                   | –5                  |                     |                     |
| 10                          | Sport Girls         | 3                   | 3                   | 1                   | 0                   | 2                   | 3                   | 10                  | –7                  |                     |                     |
| 11                          | Cerro Porteño       | 2                   | 3                   | 0                   | 2                   | 1                   | 3                   | 6                   | –3                  |                     |                     |
| 12                          | Deportivo ITA       | 0                   | 3                   | 0                   | 0                   | 3                   | 4                   | 13                  | –9                  |                     |                     |